# Françoise Aubin
Françoise Aubin, née le 17 février 1932 à Paris et morte le 10 juillet 2017 à Fontaine-Guérin,, est une chercheuse et historienne, sinologue, mongoliste et islamologue, directeur de recherche au Centre national de la recherche scientifique (CNRS), à la Fondation nationale des sciences politiques et au Centre d'études et de recherches internationales (CERI). Elle a également écrit plusieurs articles de l'Encyclopædia Universalis. Elle est spécialisée dans la sociologie des religions, la Chine, l'Asie centrale et la Haute Asie.

## Biographie
Docteure en droit en 1965, Françoise Aubin est aussi diplômée en russe, chinois et  japonais de l'École nationale des Langues orientales vivantes, actuel institut national des langues et civilisations orientales.
Françoise Aubin a travaillé sur l’histoire culturelle et institutionnelle de l’Extrême-Orient et de l’Asie centrale et a collaboré à History of Humanity de l’UNESCO, à l’Encyclopédie de l’Islam, à l’Encyclopaedia Universalis.
Dans une réponse à un compte rendu critique de son ouvrage Le Chamanisme de Sibérie et d’Asie centrale, coécrit avec Thierry Zarcone, Charles Stépanoff remarque que les positions d'Aubin sur le chamanisme révèlent des partis pris évolutionnistes.
Françoise Aubin est directeur émérite de recherche au CNRS, sinologue, mongolisante et islamisante, directeur de recherche au CNRS et à la Fondation nationale sciences politiques (CERI).

## Reconnaissances
- Prix de la meilleure thèse 1965, pour Les soulèvements populaires en Chine du Nord entre 1214 et 1230[7].
- Inscrite dans le Marquis Who's Who in the World (États-Unis) et dans le 2000 Outstanding Intellectuals of the 21st Century (International Biographical Center, Cambridge, Gde-Bretagne)[7].
- Récipiendaire de l'Ordre de l'Étoile polaire (Altan gadas, Mongolie), le 18 février 2017[8].

## Publications

### Ouvrages
- Françoise Aubin, Études Song. : Série II, Civilisation. 1 in memoriam Etienne Balazs, Paris, (et Mouton, La Haye), École des hautes études en sciences sociales, 1973, 92 p. (OCLC 489753640)
- Françoise Aubin et Paul Ratchnevsky, Index, Paris, Presses universitaires de France, 1977, 209 p. (ISBN 978-2-85757-009-7, OCLC 250970971)
- Françoise Aubin, Écrits récents sur le Tibet et les Tibétains : bibliographie commentée, Paris, Fondation nationale des sciences politiques, Centre d'études et de recherches internationales, coll. « Cahiers du CERI, 6. », 1993, 68 p. (OCLC 33667915)
- Françoise Aubin et Musée Guimet, Écrits récents sur le Tibet et les Tibétains : bibliographie commentée, Paris, Réunion des musées nationaux, 1993, 263 p. (ISBN 978-2-7118-2773-2, OCLC 77264821, BNF 37704978)
- Patricio Estay et Françoise Aubin, Peuples cavaliers, Paris, Éditions du Chêne, 2001, 190 p. (ISBN 978-2-84277-323-6, OCLC 50084987)
- Jean Aubin, Françoise Aubin, Centro cultural Calouste Gulbenkian. et Portugal. Comissão Nacional para as Comemorações dos Descobrimentos Portugueses, Le latin et l'astrolabe, Lisbonne : Centre culturel Calouste Gulbenkian : Commission nationale pour les commémorations des découvertes portugaises, 1996-2006 (ISBN 978-972-8325-08-4, OCLC 237629846) (trois volumes)

## Articles
- Françoise Aubin a rédigé plusieurs articles pour l'Encyclopædia Universalis, essentiellement sur des sujets concernant la Mongolie dont elle est une spécialiste [9].
- Françoise Aubin, Les Soulèvements populaires en Chine du Nord entre 1214 et 1230.., Paris, Hachette / Bibliothèque nationale : [diffusion Presses de la Fondation nationale des sciences politiques], coll. « Publications de l'A.U.D.I.R. », 1976 (OCLC 490001089) (Reproduction de : Thèse : Droit : Paris : 1965.)
- Françoise Aubin, « Une expérience de collectivisation en économie nomade : la coopération de production rurale en République Populaire de Mongolie », L'Homme et la société, vol. 5, no 5,‎ 1967, p. 141-148 (DOI 10.3406/homso.1967.3082, lire en ligne)
- Françoise Aubin, « Le statut de l'enfant dans la société mongole », Recueils de la société Jean Bodin, Bruxelles, Éditions de la Librairie encyclopédique,‎ 1975, p. 459-599 (OCLC 26205093)
- Françoise Aubin, « Palanquin rouge et catholicisme. Le mariage chrétien en Mongolie chinoise : L'expérience des missionnaires de Scheut en Mongolie chinoise (XIXe – XXe siècles) », Mélanges de l’École française de Rome. Italie et Méditerranée, t. 102,‎ 1989, p. 991-1035 (DOI 10.3406/mefr.1989.4074, lire en ligne)
- Françoise Aubin, « Dabringhaus (Sabine). Das Qing-Imperium als Vision und Wirklichkeit. Tibet in Laufbahn und Schriften des Song Yun (1752-1835) », Archive des sciences sociales des religions, stuttgart, Franz Steiner Verlag ("Münchener Ostasiatische Studien", Band 69, vol. 94, no 94,‎ 1994, p. 119 (lire en ligne)
- Françoise Aubin, « En Chine, le christianisme », Archives de sciences sociales des religions, no 136,‎ 2006, p. 75-92 (DOI 10.4000/assr.3829, lire en ligne)
- Françoise Aubin, « Missions et christianismes en Asie », Archives de sciences sociales des religions, no 142,‎ 2008, p. 169-189 (DOI 10.4000/assr.14633, lire en ligne)
- Françoise Aubin, « Johan Elverskog, Our Great Qing. The Mongols, Buddhism, and the State in Late Imperial China », Archives de sciences sociales des religions [En ligne], no 142,‎ avril-juin 2008 (lire en ligne)
- Françoise Aubin, « Sur les religions en Extrême-Orient », Archives de sciences sociales des religions, no 160,‎ 2012, p. 11-34 (DOI 10.4000/assr.24268)
- Françoise Aubin, « Sinor Denis (17 avril 1916- 12 janvier 2011) », Études mongoles et sibériennes, centrasiatiques et tibétaines, vol. 42,‎ 2011 (lire en ligne)

### Traductions
- Paul Ratchnevsky et Françoise Aubin (trad. Paul Ratchnevsky, Françoise Aubin), Un Code des Yuan, vol. 3, Paris, E. Leroux, puis Presses universitaires de France, coll. « Bibliothèque de l'Institut des hautes études chinoises » (no 4), 1977, 209 p. (ISBN 2-85757-009-0, BNF 36598143)
- L. V. Evdokimov (trad. Françoise Aubin), Deux chevaux pour un cavalier : l'extraordinaire exploit de Mikhail Vasilievitch Aseev, Lausanne, Paris, Favre, coll. « Caracole », 1996, 155 p. (ISBN 2-8289-0507-1, BNF 37673693)

### Directrice de thèse
(en) Linda Gardelle, « Nomadic societies an the State : problems of identity in Mongolia and Mali », Paris 1 (IEDES), sur theses.fr, ABES (consulté le 30 avril 2014)